# Constitución de Catar
La Constitución de Catar (en árabe: دستو قطر‎ Dastūr Qatar) es la norma fundamental del Estado de Catar. Fue aprobada tras el referéndum constitucional de 29 de abril de 2003, que pretendía sustituir la Constitución provisional de 1972 creada con la independencia de Catar del Reino Unido en 1971. La nueva Carta Magna entró en vigor el 9 de abril de 2004.

## Preámbulo
La Constitución catarí no tiene preámbulo.

## Partes de la Constitución
Los artículos más destacados de las partes en que se divide la Constitución catarí son los siguientes:
Constitución del Estado de Catar
Capítulo Primero 
El Estado y las Bases de Gobierno  
Artículo (1)
Catar es un Estado árabe, soberano e independiente, el islam es la religión oficial del Estado, y la Sharia es la fuente de la legislación. Su sistema es democrático, el idioma oficial es el árabe.  Y el pueblo de Catar es inseparable de la nación árabe. 
Artículo   (2)

Artículo   (3)
La ley determinará la bandera del Estado, su emblema, insignias, símbolos, y el himno nacional. 
Artículo   (4)
La ley establecerá el sistema financiero y bancario del Estado y definirá su moneda oficial.
Artículo   (5)
El Estado debe preservar su independencia, soberanía, paz e integridad territorial, seguridad y estabilidad, y la defensa en contra de cualquier agresión.
Artículo   (6)   
El Estado respetará los pactos y tratados internacionales, y ejecutará todos los acuerdos, los pactos y tratados internacionales que formen parte de ellos.
Artículo   (7) 
La política exterior del Estado versa sobre el principio del fortalecimiento de la paz y seguridad internacional, mediante el fomento de la resolución pacífica de controversias internacionales, y el apoyo del derecho a la libre determinación de los pueblos, y abstenerse de la injerencia en los asuntos internos de los Estados, y la cooperación con las naciones amantes de la paz. 
Artículo   (8)
El gobierno es hereditario en la familia Al-Thani, dentro la línea sucesorial del linaje masculino de Hamad bin Jalifa Al Thani bin Hamad bin Abulah bin Jasim.
Y hereda el gobierno el hijo, a quien el Emir, nombrará como Emir heredero.
En caso de no existir heredero varón, la sucesión se determinará por el Emir quien lo nombrará como su heredero. Todas las disposiciones que regulan el poder gubernamental y su sucesión, se determinarán por una ley especial que se promulgará dentro de un año de la entrada en vigor de esta Constitución.  Y tendrá un carácter constitucional.
Artículo   (9)
El heredero será designado por orden del Emir, luego de realizar un consejo consultivo entre la familia real y las elites de consejo Al-Shoura. Se exige al sucesor ser de madre musulmana.
Artículo   (10) 
El Heredero prestará el siguiente el juramento en la toma del poder: “Juro por Alá Todopoderoso respetar la Sharia islámica, la Constitución, y la ley, resguardar la independencia del Estado y salvaguardar su integridad territorial, defender la libertad y los intereses del pueblo, y ser leal a la patria y el Emir". 
Artículo (11) 
El heredero asumirá inmediatamente las funciones del Emir y llevará a cabo sus atribuciones, en caso su salida fuera del país, o en caso de presentar inconvenientes temporales con él. 
Artículo   (12)
El Emir puede, mediante una dictamen conferir al heredero el ejercicio de algunas de sus facultades y atribuciones. El Heredero encargado presidirá las sesiones celebradas del Consejo de Ministros. 
Artículo   (13) 
De acuerdo a las disposiciones previstas en los dos artículos anteriores, y en caso de dificultar el ejercicio de la suplencia por el heredero, el Emir mediante un dictamen podrá designar un supletorio de la familia real, para ejercer algunas de sus facultades y atribuciones, el mismo cesará sus demás funciones y compromisos profesionales mientras dure su suplencia. El mismo al momento de su designación frente el Emir, jurará el mismo juramento de su alteza real. 
Artículo   (14)   
Se establecerá por un dictamen del Emir un consejo llamado "El Consejo de la Familia gobernante". Cuyos miembros de la Familia real son designados por el Emir. 
Artículo (15) 
El Consejo de la Familia gobernante decidirá la vacancia del cargo del Emir en caso de su fallecimiento o su completa discapacidad para cumplir sus funciones. El Consejo de Ministros y el Consejo Consultivo anunciarán después de una sesión conjunta y secreta la vacancia del cargo y proclamarán al Heredero como Emir del país.
Artículo   (16) 
Si la edad del Emir nombrado para aquel entonces es menor de 18 años, la gobernanza del país se transmitirá a un Concejo fiduciario elegido por el Consejo de la Familia Gobernante.
El consejo fiduciario será conformado por un presidente y un número de miembros no menor de tres, ni mayor de cinco, el presidente y la mayoría de los miembros deberían ser de la familia gobernante. 
Artículo   (17)  
Los emolumentos financieros del Emir, así como los fondos asignados para obsequios y ayudas, se determinarán mediante una resolución decretada anualmente por el Emir.

### Parte Segunda
1. Artículo 23 - El Estado debe garantizar, fomentar y pretender extender la educación.
2. Artículo 27 - La propiedad privada es inviolable.
3. Artículo 29 - El patrimonio natural y sus recursos son propiedad del Estado.

### Parte Tercera
1. Artículo 34 - Los ciudadanos de Catar serán iguales en sus derechos y deberes públicos.
2. Artículo 35 - Todas las personas son iguales ante la ley y no deben ser discriminadas por razón de sexo, raza, idioma o religión.
3. Artículo 36 - Se garantiza la libertad personal. La tortura será castigada por ley.
4. Artículo 37 - La intimidad humana es inviolable.
5. Artículo 47 - La libertad de expresión se garantiza con las condiciones y circunstancias descritas por la ley.
6. Artículo 48 - Se garantiza la libertad de prensa.
7. Artículo 49 - Todos los ciudadanos tienen derecho a la educación.
8. Artículo 55 - Los fondos públicos son inviolables.
9. Artículo 57 - Todos los ciudadanos residentes en el Estado deben someterse al orden público y a la moralidad.
10. Artículo 58 - Se prohíbe la extradición de refugiados políticos. La ley determinará las condiciones en que se garantiza el asilo político.

### Parte Cuarta
1. Artículo 64 - El emir es el Jefe de Estado. Debe ser respetado por todos.
2. Artículo 66 - El emir representa el Estado interior y exteriormente, así como en las relaciones internacionales.
3. Artículo 69 - El emir puede declarar la ley marcial en los casos excepcionales previstos por ley.
4. Artículo 71 - La guerra defensiva puede ser declarada por decreto del emir. La guerra agresiva está prohibida.
5. Artículo 72 - El primer ministro es designado por el emir. Este acepta a su vez su dimisión.

### Parte Quinta
1. Artículo 148 - Ningún artículo de la presente Constitución puede ser propuesto a enmienda antes de haberse cumplido 10 años desde la fecha en que la Constitución entró en vigor.